# Asdang Dejavudh
Asdang Dejavudh, hoàng tử của Nakhon Ratchasima (ngày 12 tháng 5 năm 1889 - 09 tháng 2 năm 1924) (tiếng Thái: อัษฎางค์เดชาวุธ; RTGS: Atsadang Dechawut) là con trai của vua Chulalongkorn và hoàng hậu Saovabha Phongsri của Thái Lan.

## Tiểu sử
Hoàng tử Asdang Dejavudh được sinh ra vào ngày 12 tháng 5 năm 1889 là con trai của vua Chulalongkorn và hoàng hậu Saovabha Bongsri. Cô đã được đưa ra biệt danh như Eiad-lek hay hoàng tử Eiad-lek tiếng Thái: เอียดเล็ก và nổi tiếng nhất trong các cung điện của ông biệt danh của "Thunkramom Eiad-lek".

## Royal Decorations
- The Most Illustrious Order of the Royal House of Chakri
- The Ancient and Auspicious of Order of the Nine Gems
- Dame Grand Cross (First Class) of The Most Illustrious Order of Chula Chom Klao
- Ratana Varabhorn Order of Merit
- Dame Grand Cordon (Special Class) of The Most Noble Order of the Crown of Thailand
- King Rama IV Royal Cypher Medal (Second Class)
- King Rama V Royal Cypher Medal (First Class)
- King Rama VI Royal Cypher Medal (First Class)

## Reference
- จุลลดา ภักดีภูมินทร์, พระโอรสและพระธิดาในรัชการที่ ๕ Lưu trữ ngày 26 tháng 9 năm 2007 tại Wayback Machine, สกุลไทย, ฉบับที่ 2388, ปีที่ 46, ประจำวันอังคารที่ 25 กรกฎาคม 2543